# Labastide-Monréjeau
Labastide-Monréjeau is een gemeente in het Franse departement Pyrénées-Atlantiques (regio Nouvelle-Aquitaine) en telt 349 inwoners (1999). De plaats maakt deel uit van het arrondissement Pau.

## Geografie
De oppervlakte van Labastide-Monréjeau bedraagt 8,2 km², de bevolkingsdichtheid is 42,6 inwoners per km².
De onderstaande kaart toont de ligging van Labastide-Monréjeau met de belangrijkste infrastructuur en aangrenzende gemeenten.

## Demografie
Onderstaande figuur toont het verloop van het inwonertal (bron: INSEE-tellingen).